# Antônio Ricardo do Nascimento
Antônio Ricardo do Nascimento (data e local de nascimento desconhecidas  – Curitiba, dezembro de 1926) foi um industrial e político brasileiro.

## Biografia
Antônio do Nascimento foi abastado industrial progressista, destacando-se nas incansáveis campanhas republicanas e um dos presidentes do Club Literário de Paranaguá.
Exerceu cargos de nomeação e de eleição, entre os quais o de camarista e presidente da Câmara Municipal de Curitiba e deputado à Assembléia Legislativa do Paraná.
Antônio faleceu na capital paranaense, provavelmente, em dezembro de 1926.